# Pariser Kubikzoll
Der Pariser Kubikzoll war im 17. und 18. Jahrhundert (im vormetrischen Zeitalter) europaweit eine Referenzeinheit für Volumen. Er maß in Länge × Breite × Höhe je 1 Pariser Zoll.
Seit im Jahr 1799 der Meter zu einer Länge von exakt 443,296 Pariser Linien definiert worden war, hat das Pariser Zoll eine Länge von exakt 375⁄13853 Meter (≈ 27,07 mm). Vorher unterlag das Maß regionalen Schwankungen.
- 1 Pariser Fuß = 12 Pariser Zoll = 144 Pariser Linien ≈ 32,484 cm
- 1 Pariser Kubikfuß = 1728 Pariser Kubikzoll
- 1 Pariser Kubikzoll = 1728 Pariser Kubiklinien = 52.734.375⁄2.658.468.401.477 Kubikmeter ≈ 19,8364 Kubikzentimeter
- 1 Liter ≈ 50,412438 Pariser Kubikzoll
- 1 Zentiliter ≈ 0,50412438 Pariser Kubikzoll, gerundet wenig über ½ Pariser Kubikzoll
- 1 Salzmäß = 4638 Pariser Kubikzoll

Viele Maßangaben, die regional sehr unterschiedlich waren, wurden mit dieser Einheit vergleichbar.